# Edita Broglio

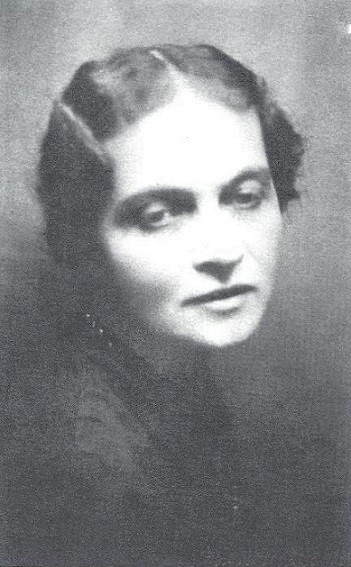
Edita Broglio (ca. 1910)

Edita Broglio (* 26. November 1886 in Smilten, Gouvernement Livland als Edith von zur Mühlen; † 19. Januar 1977 in Rom, Italien) war eine deutschbaltische Malerin und Kunstpublizistin. Sie trat im Italien der Zwischenkriegszeit als eine Vertreterin des Magischen Realismus in Erscheinung.

## Leben und Werk
Edith von zur Mühlen entstammte dem baltischen Adelsgeschlecht von zur Mühlen und war die Tochter von Walter von zur Mühlen (1852–1909) und dessen Ehefrau Blandine, geborene von Sivers. Ihre Kindheit verbrachte sie auf dem väterlichen Gut Judasch im russländischen Gouvernement Livland. Nach Schulbesuch und einer Ausbildung zur Krankenschwester in der livländischen Hauptstadt Riga studierte sie von 1908 bis 1910 an der Kunstakademie Königsberg in Ostpreußen.
Nach zwei Jahren in Paris ließ sie sich 1912 dauerhaft in Rom nieder, wo sie 1917 ihrem späteren Ehemann, dem Maler, Autor und Kunstpublizisten Mario Broglio begegnete. Mit ihm gab sie von 1918 bis 1922 die auch über die Grenzen Italiens hinaus bedeutsame Kunstzeitschrift Valori Plastici (dt. „Plastische Werte“) heraus.
Nach dem Zweiten Weltkrieg lebte Edita Broglio bei Lucca, ab 1968 wieder in Rom, wo sie 1977 starb.